# Het Steen (Elewijt)
Het Steen is een kasteel in de Belgische plaats Elewijt en wordt vaak ook Het Kasteel van Elewijt of Het Rubenskasteel genoemd. Het werd in 1948 beschermd als monument. 
In 2021 werd het kasteel gekocht door Toerisme Vlaanderen; het wordt omgebouwd tot vergaderruimtes en een interactief Rubens-belevingscentrum..

## Geschiedenis

### Middeleeuwen
Het Steen is al ontstaan in de 11e eeuw uit een motteburcht, een groot houten gebouw met uitkijktoren op een kunstmatige heuvel. Het werd gebouwd om het land van Grimbergen te beschermen tegen het hertogdom Brabant. Er waren immers weinig of geen natuurlijke hinderpalen. De motte lag aan een meander van de Baerbeek.
Rond het jaar 1300 verrees er een stenen burcht op zijn plaats. Halverwege de 14e eeuw probeerde de graaf van Vlaanderen, Lodewijk van Male, Brabant af te nemen van zijn schoonzuster Johanna en Mechelen koos om zich aan te sluiten bij de Vlamingen, tegen de Brabanders. De toenmalige heer van Elewijt, Gijzelbrecht Taye, aarzelde geen moment om zijn kasteel uit te rusten met 28 wapenknechten. In de 16e eeuw lag er bij het kasteel een Spaans garnizoen ten tijde van Alexander Farnese.

### Nieuwe Tijd
Na de lange periode van oorlogen en godsdienstonlusten werd Het Steen een vreedzame verblijfplaats. De heer van Korbeek, Jan Cools, was eigenaar vanaf 1619. Hij zat echter in diepe schulden en was genoodzaakt om het bouwvallig geworden kasteel in 1631 te verkopen. Peter Paul Rubens kocht het toen voor het aardige bedrag van 93.000 carolusgulden; hij liet het grondig opknappen en woonde er van 1635 tot zijn dood in 1640, samen met zijn tweede vrouw Hélène Fourment. Heel wat beroemde schilderijen van hem zijn landschappen uit Elewijt, met als bekendste Herfstlandschap met uitzicht op het Steen. Door het tweede huwelijk van Hélène Fourment ging het kasteel in eigendom over naar de Bergeycks de Broeckhoven.
In 1792 werd het kasteel nog omgebouwd tot staatsgevangenis. Het kasteel werd een aantal keren verbouwd waardoor de toren en de ophaalbrug verdwenen. 
Het kasteel is sinds juli 2019 in het bezit van Toerisme Vlaanderen.

## Ligging
Het kasteel ligt precies in het midden van de denkbeeldige cirkel die loopt doorheen de kerken van Weerde, Elewijt, Eppegem en Houtem.

## Galerij

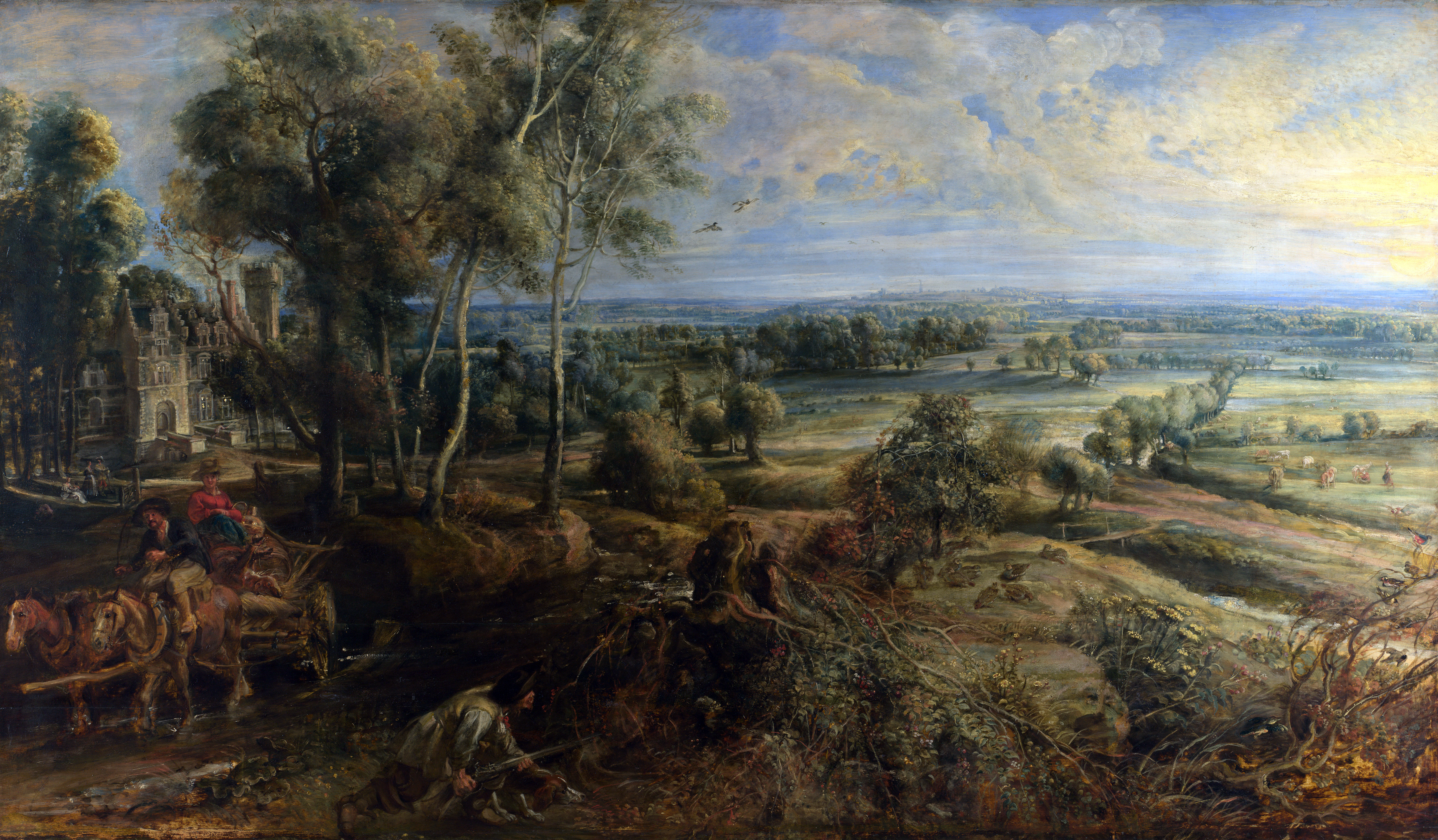
Herfstlandschap met uitzicht op het Steen (ca. 1636), door Peter Paul Rubens
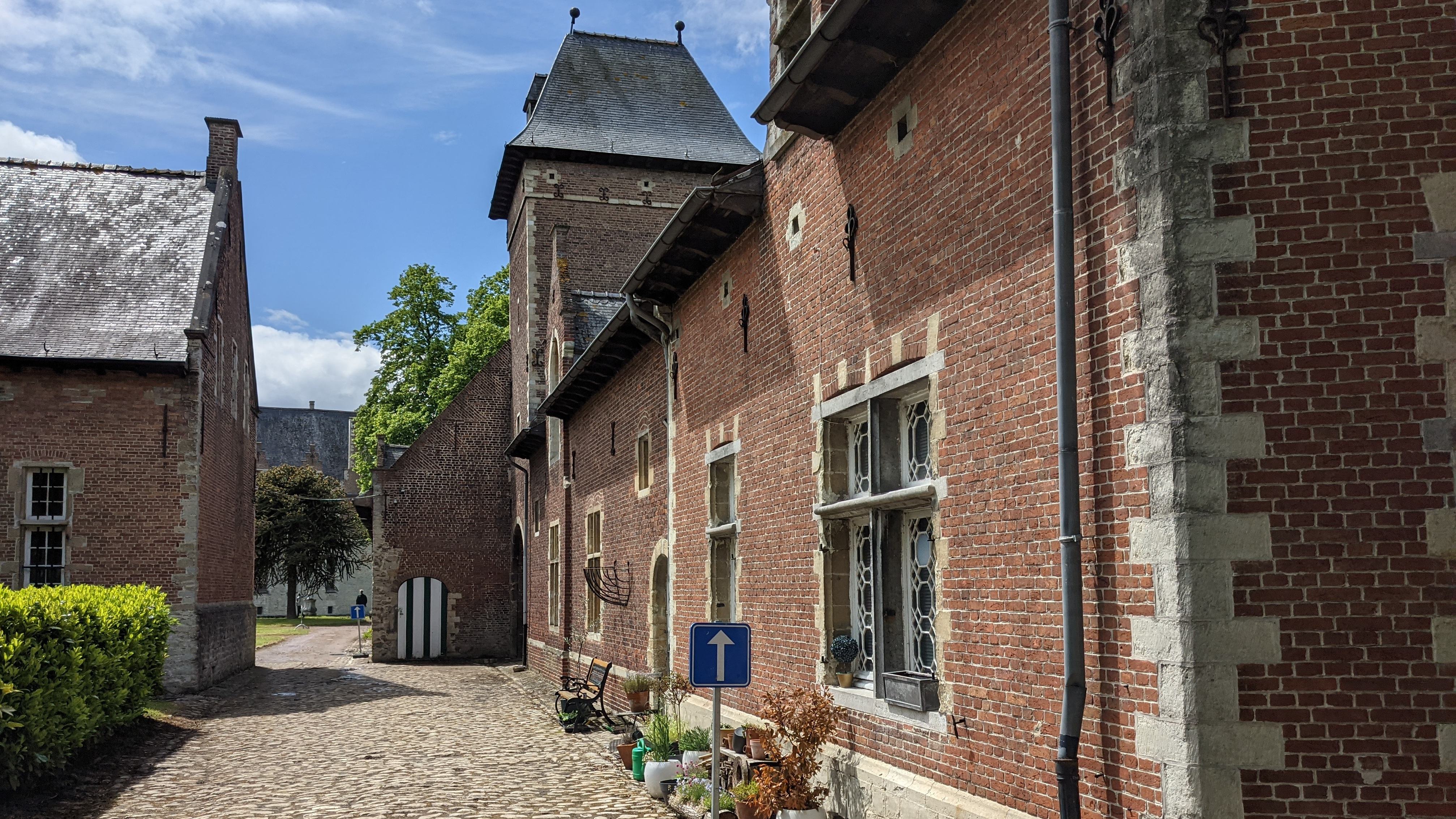
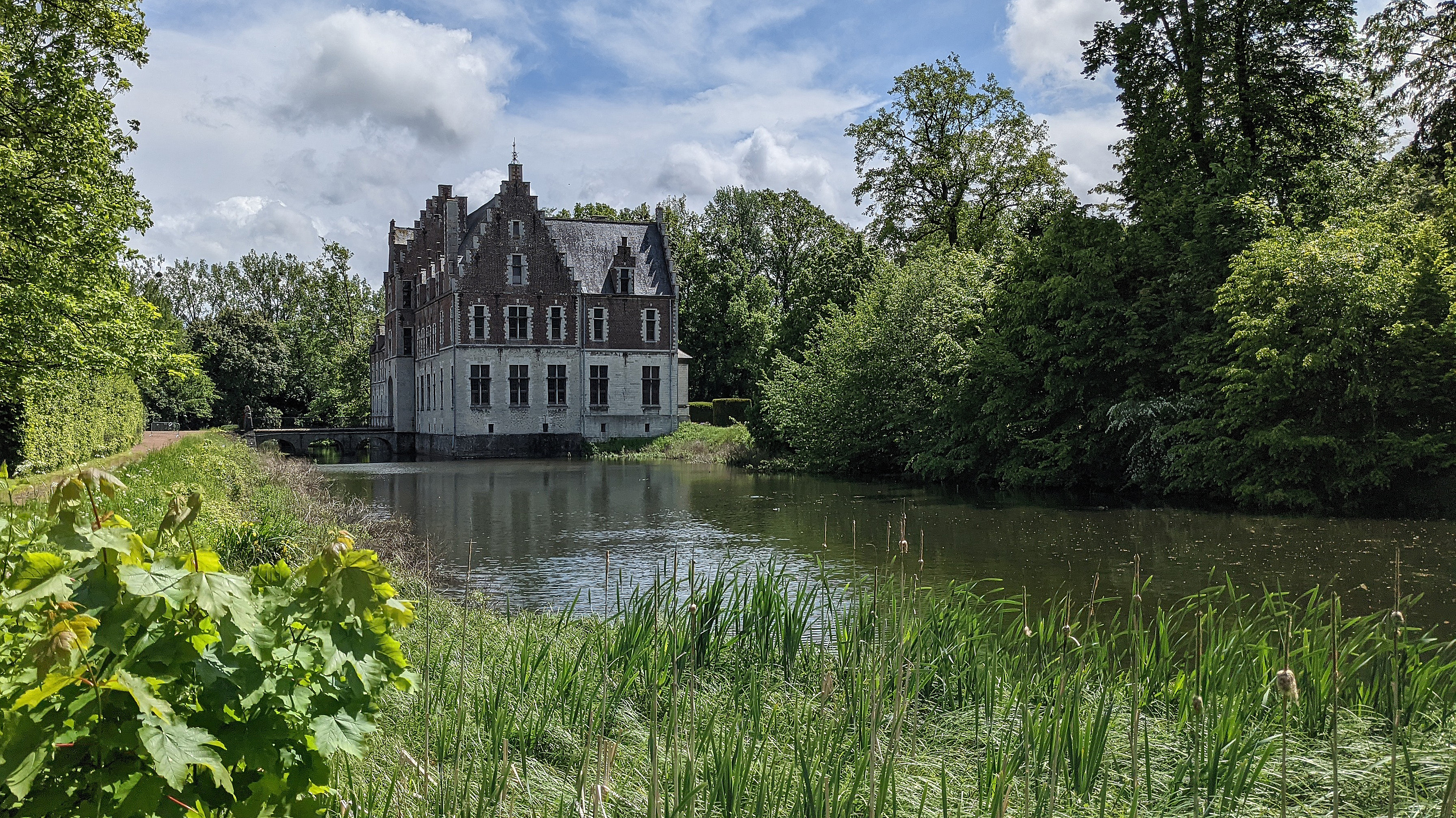
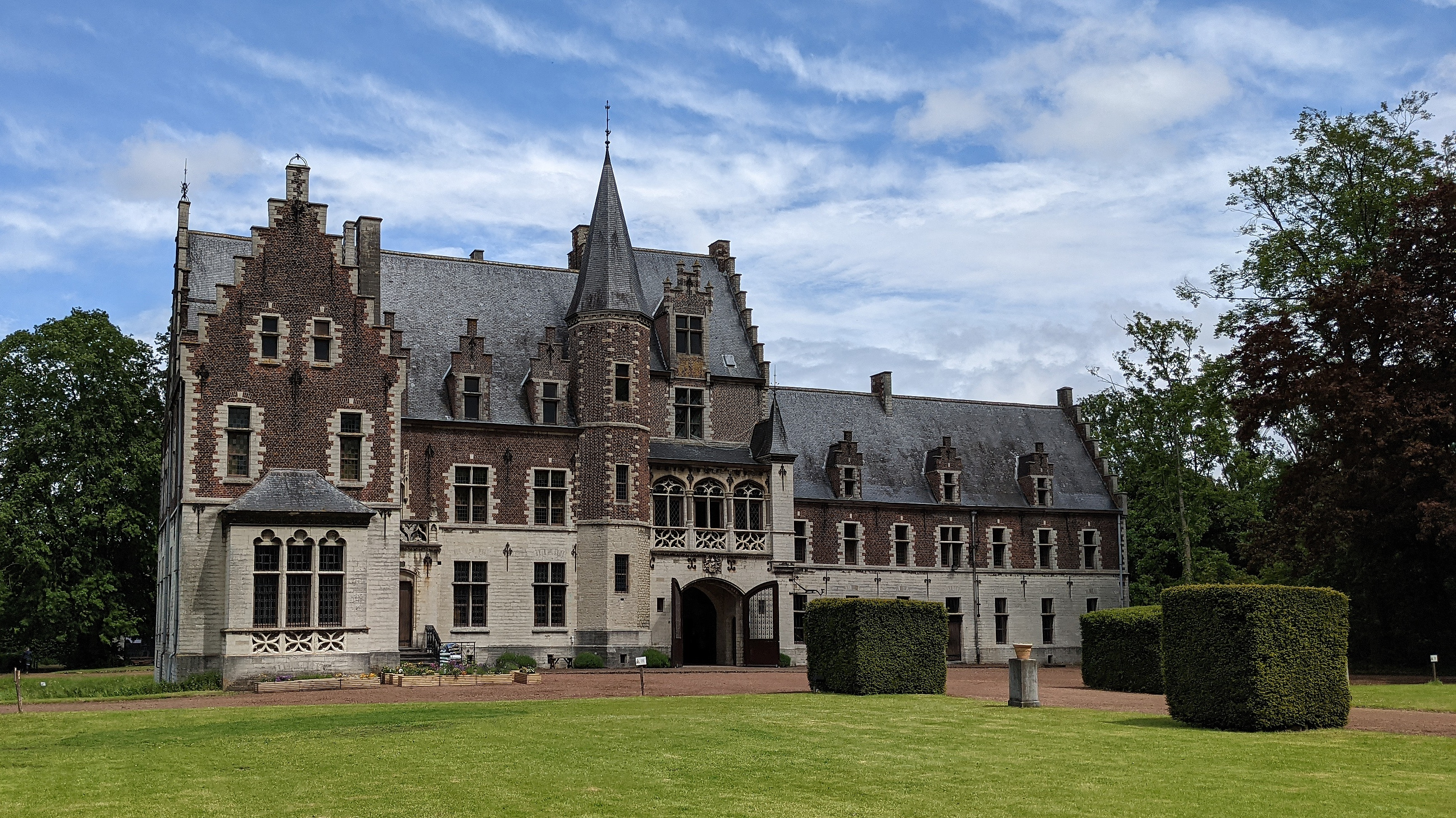
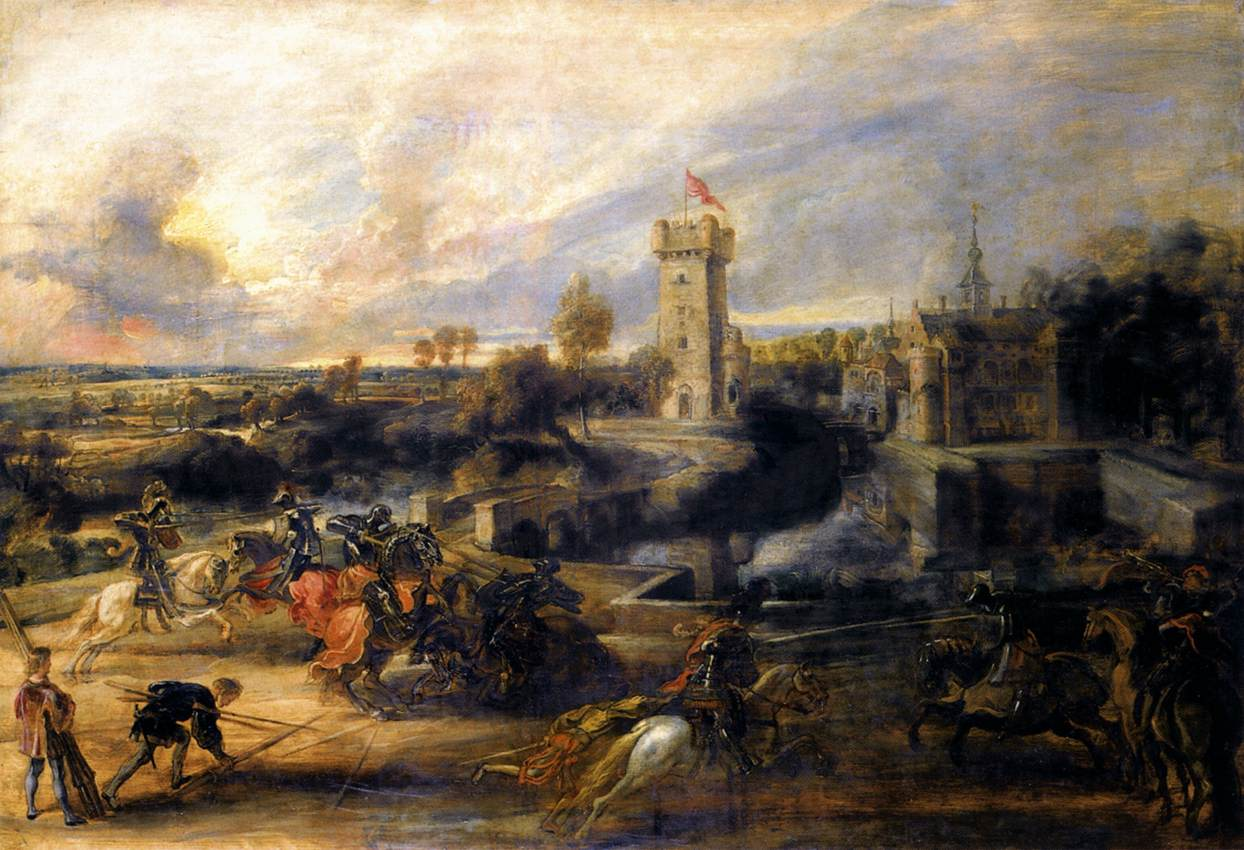
Toernooi voor het Steen van Rubens (1637)